# The Greg Kihn Band
The Greg Kihn Band is een Amerikaanse rockband.

## Bezetting
Huidige leden
- Ry Kihn (gitaar, 1996-heden)
- Robert Berry (basgitaar, 1996-heden)
- Dave Danza (drums, 1996-heden)
- Dave 'Bro' Lauser (keyboards, 1996-heden)

'Vroegere leden
- Greg Kihn (zang, gitaar, 1976-2024, overleden 2024)
- Steve Wright (basgitaar, 1976-1996, overleden 2017)
- Larry Lynch (drums, 1976-1986)
- Robbie Dunbar (gitaar, 1976-1977)
- Dave Carpender (gitaar, 1977-1983, overleden 2007)
- Gary Phillips (keyboards, 1981-1986, overleden 2007)
- Greg Douglass (gitaar, 1983-1986)

(vervolg)
- Tyler Eng (drums, 1986-1996)
- Dennis Murphy (basgitaar, 2004-2008)
- Craig Kirchoff
- Pat Mosca (keyboards, 1986-1996)
- Joe Satriani (gitaar, 1986-1987)
- Jimmy Lyon (gitaar, 1987-1996)

## Geschiedenis
Greg Kihn begon zijn carrière als singer-songwriter in zijn geboortestad Baltimore. Hij begon met het schrijven van songs en speelde in koffiehuizen, terwijl hij nog op de highschool was in Baltimore. Op 17-jarige leeftijd stuurde zijn moeder een band met een van zijn originele songs naar een talentenjacht van het plaatselijke Top 40-radiostation WCAO, waar hij de eerste prijs won. Hij ontving een typmachine, een stapel platen en een Vox-elektrische gitaar.
Hij verhuisde in 1972 naar San Francisco en schilderde huizen, zong in de straten en werkte achter de toonbank van een platenzaak in Berkeley met zijn toekomstige bandmaat en Earth Quake-gitarist Gary Phillips. Het daaropvolgende jaar tekende hij bij Beserkley Records van Matthew 'King' Kaufman. Met Jonathan Richman, Earth Quake en The Rubinoos hielp Kihn om de sound van het label te ontwikkelen.
In 1976 na zijn debuut op het compilatiealbum Beserkley Chartbusters Vol. 1, formeerde Kihn The Greg Kihn Band met Steve Wright, die het meest invloedrijke lid werd van de band. Kihn nam zijn eerste album Greg Kihn op met zijn eigen band, bestaande uit Robbie Dunbar, Wright en Larry Lynch. Robbie Dunbar, al lid bij Earth Quake, werd tijdig vervangen door Dave Carpender om hun tweede album Greg Kihn Again op te nemen. De bezetting Kihn, Wright, Lynch en Carpender bleef in stand tot 1983. Ondertussen was Gary Phillips bij de band gekomen. Greg Douglas verving Dave Carpender vóór het album Kihnspiracy (1983).
Tijdens de jaren 1970 bracht Kihn elk jaar een album uit en werd beter bekend tijdens een promotietournee en werd Beserkleys grootste kassucces. In 1981 maakte Kihn de top 20-single The Breakup Song (They Don't Write 'Em) van het album RocKihnRoll.
Kihn ging verder in een meer commerciële trend door de jaren 1980 met een reeks albums: Kihntinued (1982), Kihnspiracy (1983), Kihntagious (1984) en Citizen Kihn (1985). Zijn tweede succesvolle single werd Jeopardy (1983, #2) van het album Kihnspiracy. Jeopardy werd geparodieerd door 'Weird Al' Yankovic als I Lost on Jeopardy op Yankovics album 'Weird Al' Yankovic in 3-D. Greg Kihn had een gastoptreden in de muziekvideo. In 1983 werd de originele Jeopardy-video een MTV-favoriet.
In 1985 brak Kihn met Beserkley Records en tekende hij bij EMI Records. Matthew Kaufman ging verder met het produceren van Kihns albums. Lucky (1985) debuteerde in de top 20 en er werd een video-vervolg gemaakt op de originele Jeopardy-video. In 1986 verving Joe Satriani Greg Douglass, Tyler Eng verving Larry Lynch en Pat Mosca verving Gary Phillips. Deze bezetting ging de studio in om het album Love and Rock & Roll (1986) op te nemen. Joe Satriani verliet de band in 1987 ten gunste van een solocarrière en werd vervangen door ex-Eddie Money-gitarist Jimmy Lion. Greg Kihn ging terug naar Baltimore om de solo-akoestische albums Mutiny (1994) en Horror Show (1996) op te nemen in de studio's van zijn vriend Jack Heyrman voor Clean Cuts Records.
The Greg Kihn Band ging verder met spelen met een bezetting bestaande uit Ry Kihn, Dave Danza (ex-Eddie Money), Dave Medd (ex-The Tubes) en Robert Berry (ex-Hush). Elk jaar presenteerde KFOX een concert in het Shoreline Amphitheatre in Mountain View onder de naam Kihncert met The Greg Kihn Band. Tijdens Kihncert was Greg Kihn altijd de showopener en soms presentator, samen met ander KFOX FM-personeel. Aanvullend aan het Kihncert trad Greg Kihn op bij privé-, openbare-, liefdadigheids- en door KFOX FM gesponsorde en/of gepromote evenementen.
Greg Kihn werd in 2007 toegevoegd aan de San Jose's Rock Hall of Fame.

## Discografie

### Singles
- 1978:	Remember
- 1981:	The Breakup Song (They Don't Write 'Em)
- 1981: Sheila
- 1981: The Girl Most Likely
- 1982:	Testify
- 1982: Happy Man
- 1983:	Jeopardy (238e NOS Steunplaat Hilversum 3)
- 1983: Love Never Fails
- 1984:	Reunited
- 1984: Rock
- 1985:	Lucky
- 1985: Boys Won't (Leave The Girls Alone)
- 1986:	Love and Rock & Roll

### Albums
- 1976:	Greg Kihn
- 1977:	Greg Kihn Again
- 1978:	Next of Kihn
- 1979:	With the Naked Eye
- 1980:	Glass House Rock
- 1981:	Rockihnroll
- 1982:	Kihntinued
- 1983:	Kihnspiracy
- 1984:	Kihntagious
- 1985:	Citizen Kihn
- 1986:	Love & Rock & Roll
- 1991:	Unkihntrollable (Greg Kihn Live)
- 1992:	Kihn of Hearts
- 1994:	Mutiny
- 1996:	King Biscuit Flower Hour
- 1996:	Horror Show
- 2000:	True Kihnfessions
- 2004:	Jeopardy
- 2006:	Greg Kihn Live, Featuring Ry Kihn
- 2011:	Kihnplete (Post Beserkley Records)
- 2012:	Greg Kihn Band: Best of Beserkley, 1974-1985
- 2017:	Rekihndled

### Muziekvideo's
- 1981:	The Breakup Song
- 1982:	Happy Man
- 1983:	Jeopardy
- 1983:	Tear That City Down
- 1984:	Reunited
- 1985:	Lucky
- 1985:	Boys Won't (Leave The Girls Alone)
- 1986:	Love and Rock & Roll